# Passaporte taiwanês
O Passaporte da República da China ( chinês: 中華民國護照; pinyin: Zhōnghuá Mínguó hùzhào) é o passaporte emitido para nacionais da República da China (RDC), comumente conhecida como Taiwan. Por esse motivo o passaporte também é conhecido como passaporte de Taiwan.
O status e o reconhecimento internacional do passaporte da RDC são complexos devido ao status político de Taiwan. A Lei da Nacionalidade da República da China considera não apenas os residentes de Taiwan, Penghu, Kinmen e Matsu, mas também os residentes chineses e chineses estrangeiros da China continental, Hong Kong e Macau elegíveis como cidadãos da República da China. A grande maioria dos residentes de descendência chinesa em Hong Kong, Macau ou China Continental também são nacionais da República Popular da China (RPC) e não possuem nenhum documento de identificação emitido pela RDC. Indivíduos nessas duas últimas categorias podem ser elegíveis para um passaporte da RDC sob certas condições, mas não possuem registro de residência em Taiwan (ou seja, são "nacionais sem registro de residência", NWOHR em inglês) e, portanto, não gozam do direito de morada em Taiwan. Países que concedem privilégios de isenção de visto a portadores de passaporte de Taiwan geralmente exigem um número de identificação nacional de Taiwan impresso na página de dados biológicos do passaporte, o que significa o direito de residência do portador em Taiwan.
O passaporte de Taiwan é um dos cinco passaportes com a classificação mais aprimorada globalmente desde 2006 em termos de número de países que seus titulares podem visitar sem visto. A partir de 7 de janeiro de 2020, os titulares de passaportes comuns de Taiwan (para cidadãos da RDC com registro de domicílio na área de Taiwan que, portanto, possuem o direito de residência em Taiwan e também o direito de obter um Bilhete de Identidade Nacional) tinham acesso sem visto ou visto à chegada ao 146 países e territórios, classificando o passaporte de Taiwan em 32º lugar no mundo em termos de liberdade de viagem (empatado com os passaportes de Maurício e São Vicente e Granadinas), de acordo com o Henley Passport Index de 2020.

## Aparência do passaporte

### Passaporte biométrico de primeira geração
Os passaportes biométricos de primeira geração foram introduzidos em 29 de dezembro de 2008. Taiwan se tornou o 60º país do mundo a emitir passaportes biométricos quando foram introduzidos.

#### Capa
A capa do passaporte comum de Taiwan é verde escuro, com o emblema nacional da RDC - Blue Sky with a White Sun - no meio. No topo está o nome oficial do país, "REPUBLIC OF CHINA" ("REPÚBLICA DA CHINA", em caracteres tradicionais chineses e em inglês. Abaixo do emblema nacional, a palavra "TAIWAN" é impressa apenas em inglês e "PASSPORT" ("PASSAPORTE") é impressa em chinês tradicional e inglês. Na parte inferior, está o símbolo do passaporte biométrico ().
A capa do passaporte oficial é marrom e tem as palavras "OFFICIAL PASSPORT" "PASSAPORTE OFICIAL" na capa, e o passaporte diplomático é azul escuro com "DIPLOMATIC PASSPORT" ("PASSAPORTE DIPLOMÁTICO") na capa.

#### Página de solicitação

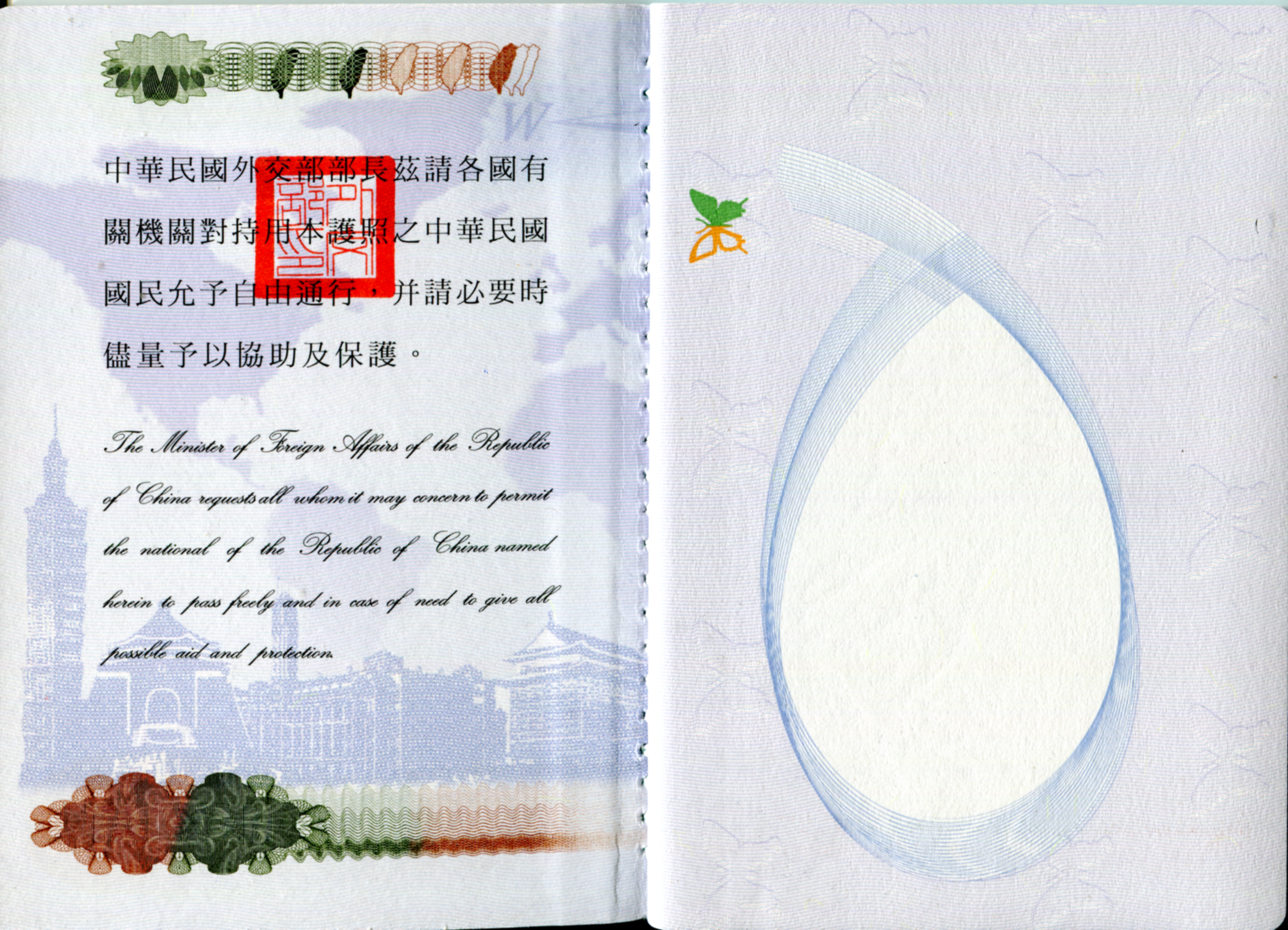
Página de solicitação de passaporte da República da China.

A primeira página do passaporte é a página de nota do passaporte e impressa com a solicitação a seguir. A impressão anti-falsificação mostra o formato da ilha de Taiwan na parte superior e a palavra "TAIWAN" na parte inferior. 
Em chinês tradicional:
中華民國 外交部 部長 茲 請 有關 機關 對 用 本 護照 中華民國 國民 允 予 自由 通行 ， 並 請 必要 時 儘量 請 必要 時 儘量 請 必要 必要。 請 請

Em português:
"O Ministro das Relações Exteriores da República da China solicita a todos a quem possa interessar que permitam que o cidadão da República da China aqui mencionado transite livremente e, em caso de necessidade, ofereçam toda a ajuda e proteção possíveis."

#### Página de dados
| 護 照 Passaporte                                                                          | 中 華 民 國 REPUBLICA DA CHINA                             | 中 華 民 國 REPUBLICA DA CHINA        | 中 華 民 國 REPUBLICA DA CHINA             | 中 華 民 國 REPUBLICA DA CHINA             |
| ----------------------------------------------------------------------------------------- | ---------------------------------------------------------- | ------------------------------------- | ------------------------------------------ | ------------------------------------------ |
| foto                                                                                      | 形式/Tipo P                                                | 代碼/Code TWN                         | 護照號碼/Passport No. 300000000            |                                            |
| foto                                                                                      | 姓名/Name (Surname, Given names) 中文 姓名 XXXX, XXXX-XXXX |                                       |                                            |                                            |
| foto                                                                                      | 外文別名/Também conhecido como XXXXXXX XXXX                |                                       |                                            |                                            |
| foto                                                                                      | 國籍/Nacionalidade REPUBLICA DA CHINA                      | 國籍/Nacionalidade REPUBLICA DA CHINA | 身分證統一編號/Personal Id. No. A000000000 | 身分證統一編號/Personal Id. No. A000000000 |
| foto                                                                                      | 性別/Sexo M                                                | 性別/Sexo M                           | 出生日期/Data de nascimento 01 SET 2003    | Segunda foto                               |
| foto                                                                                      | 發照日期/Data de emissão 29 DEZ 2008                       | 發照日期/Data de emissão 29 DEZ 2008  | 出生地/Local de nascimento TAIWAN          | Segunda foto                               |
| foto                                                                                      | 效期截止日期/Data de validade 29 DEZ 2018                  |                                       |                                            | Segunda foto                               |
| foto                                                                                      | 發照機關/Autoridade MINISTÉRIO DOS ASSUNTOS EXTERNOS       |                                       |                                            | Segunda foto                               |
| P<TWNXXXX<<XXXX<XXXX<<<<<<<<<<<<<<<<<<<<<<<< 3000000003TWN0309010M1812290A000000000<<<<00 |                                                            |                                       |                                            |                                            |

As informações pessoais da página de dados biográficos para o titular do passaporte e a zona de leitura da máquina estão listadas abaixo.
| Dados                 | Descrição |
| --------------------- | --- |
| Tipo                  | P para passaportes comuns, PO para passaportes oficiais, PD para passaportes diplomáticos |
| Código                | TWN, o código ISO do país para a República da China |
| Do passaporte         | Um número de nove dígitos, os passaportes biométricos começam com 3 |
| Nome                  | Caracteres chineses e romanização |
| Também conhecido como | Disponível apenas para pessoas com nomes alternativos em outros idiomas |
| Nacionalidade         | REPUBLIC OF CHINA ("República da China") |
| ID pessoal. Não.      | Número de identificação nacional de Taiwan, não disponível para NWOHRs |
| Sexo                  | M para homem, F para mulher |
| Data de nascimento    | DD MMM YYYY |
| Data de emissão       | DD MMM YYYY |
| Local de nascimento   | O nome de uma província ou município especial, nascido em Taiwan ou China, ou de um país estrangeiro, nascido no exterior. Por exemplo: TAIWAN, FUKIEN, TAIPEI CITY NEW TAIPEI CITY, NEW TAIPEI CITY TAOYUAN CITY NEW TAIPEI CITY, TAOYUAN CITY, TAOYUAN CITY TAICHUNG CITY, TAOYUAN CITY TAINAN CITY, KAOHSIUNG CITY CANADA KAOHSIUNG CITY, CANADA |
| Data de validade      | DD MMM YYYY |
| Autoridade            | MINISTRY OF FOREIGN AFFAIRS (MOFA) ("MINISTÉRIO DAS RELAÇÕES EXTERIORES") para passaportes emitidos pelo MOFA ou o nome da missão diplomática emissora para passaportes emitidos por uma missão de Taiwan no exterior. Todos os passaportes biométricos são emitidos pelo MOFA em Taiwan, independentemente do local de aplicação real.             |

A página de dados biográficos é protegida por uma camada plástica anti-falsificação com hologramas a laser do código do país TWN e uma borboleta-rabo-de-andorinha-de-cauda-larga, uma espécie endêmica de Taiwan.
Após a aprovação de uma emenda ao artigo 14 das Regras de Execução da Lei de Passaportes, em 9 de agosto de 2019, a romanização pode ocorrer em qualquer um dos idiomas nacionais de Taiwan, incluindo o hakka, o hoklo e o formosan falados pelos povos indígenas.

#### Páginas internas
As páginas internas de um passaporte de Taiwan são em roxo claro. Seu conteúdo é:
- Página de dados pessoais na página 2
- Assinatura na página 3
- Alterações e endossos da página 4 à página 7
- Páginas de visto da página 8 à página 47
- Observação de páginas da página 48 para a página 50

Pontos de acesso à natureza selecionados e locais famosos de Taiwan estão impressos nas páginas internas. Cada página também contém uma marca d'água transparente da Montanha Jade, o pico mais alto do país.
| Página | Tema                                                               | Divisão    |        | Página                                                            | Tema      | Divisão |
| ------ | ------------------------------------------------------------------ | ---------- | ------ | ----------------------------------------------------------------- | --------- | ------- |
| 2      | Transporte ferroviário de alta velocidade para aeroportos e Taiwan | N / D      | 26, 27 | Área Cênica Nacional de Alishan e Ferrovia da Floresta de Alishan | Chiayi    |         |
| 3      | Setor de Eletrônica em Taiwan                                      | N / D      | 28, 29 | Agricultura de arroz na planície de Chianan                       | Chiayi    |         |
| 4, 5   | Área Cênica de Yehliu                                              | New Taipei | 30, 31 | Lagoas de evaporação de sal no distrito de Cigu                   | Tainan    |         |
| 6, 7   | Ponte Guandu e distrito de Bali                                    | New Taipei | 32, 33 | Eterno Castelo Dourado e Fort Provintia                           | Tainan    |         |
| 8, 9   | Museu do Palácio Nacional                                          | Taipei     | 34, 35 | Porto de Kaohsiung                                                | Kaohsiung |         |
| 10, 11 | Área metropolitana de Taipei 101 e Taipei                          | Taipei     | 36, 37 | Guarda-chuva de papel a óleo do distrito de Meinong               | Kaohsiung |         |
| 12, 13 | Ponte suspensa de Bitan                                            | New Taipei | 38, 39 | Parque Nacional de Kenting e farol de Eluanbi                     | Pingtung  |         |
| 14, 15 | Colheita de chá no norte de Taiwan                                 | Hsinchu    | 40, 41 | Ilha das Orquídeas e Pessoas do Tao                               | Taitung   |         |
| 16, 17 | Montanha Dabajian no Parque Nacional Shei-Pa                       | Miaoli     | 42, 43 | Parque Nacional Taroko e Rodovia Central das Ilhas                | Hualien   |         |
| 18, 19 | Salmão formosan sem litoral                                        | Taichung   | 44, 45 | Penhasco de Chingshui                                             | Hualien   |         |
| 20, 21 | Taichung Park                                                      | Taichung   | 46, 47 | Ilha Guishan e Cetáceos                                           | Yilan     |         |
| 22, 23 | Sun Moon Lake                                                      | Nantou     | 48, 49 | Geologia vulcânica                                                | Penghu    |         |
| 24, 25 | Montanha de Jade no Parque Nacional Yushan                         | Nantou     | 50.    | Shisa                                                             | Kinmen    |         |

#### Contracapa
Um chip biométrico sem contato está incorporado na contracapa, com o aviso a seguir.  
Em chinês tradicional :
本 護照 內 植 高感度 請 視同 攜帶 式 產品 ， 並 妥善 保管。 為 維持 護照 最佳 效能 請勿 請勿 折 折 、 扭曲 頁 頁 折 折 、 頁 頁 折 折 、 頁 穿孔 折 、 、 頁陽光 下 ， 或 置於 、 潮濕 及 電磁 環境 ， 或 沾染。. Em português:
"Este passaporte contém um chip eletrônico sensível e deve ser tratado com muito cuidado, da mesma forma que um dispositivo eletrônico portátil. Para obter o melhor desempenho, não dobre, torça, perfure ou grampeie o passaporte. Não o exponha à luz solar direta, a temperaturas ou umidade extremas. Evite campos eletromagnéticos ou substâncias químicas."  NÃO CARIMBE ESTA PÁGINA

### Passaporte biométrico de segunda geração

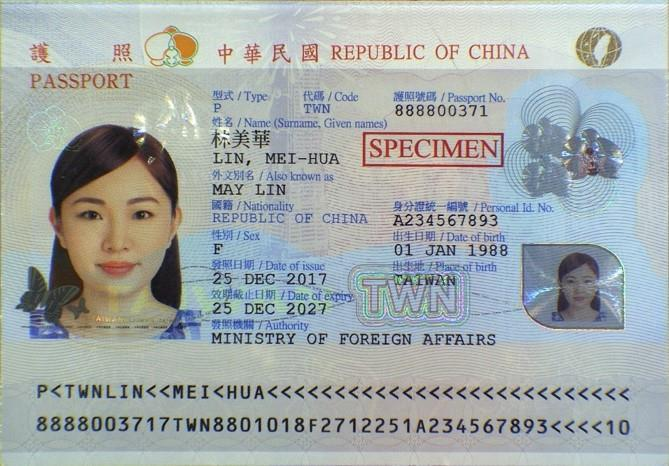
Página de dados de um passaporte biométrico de segunda geração

O passaporte biométrico de segunda geração é emitido desde 5 de fevereiro de 2018. Ele estava originalmente programado para ser lançado em 25 de dezembro de 2017, no entanto, o lançamento foi suspenso um dia depois e não foi retomado até 5 de fevereiro de 2018 devido à controvérsia de imagem do aeroporto de Dulles.

## Regulamentos de passaporte para nacionais com registro doméstico

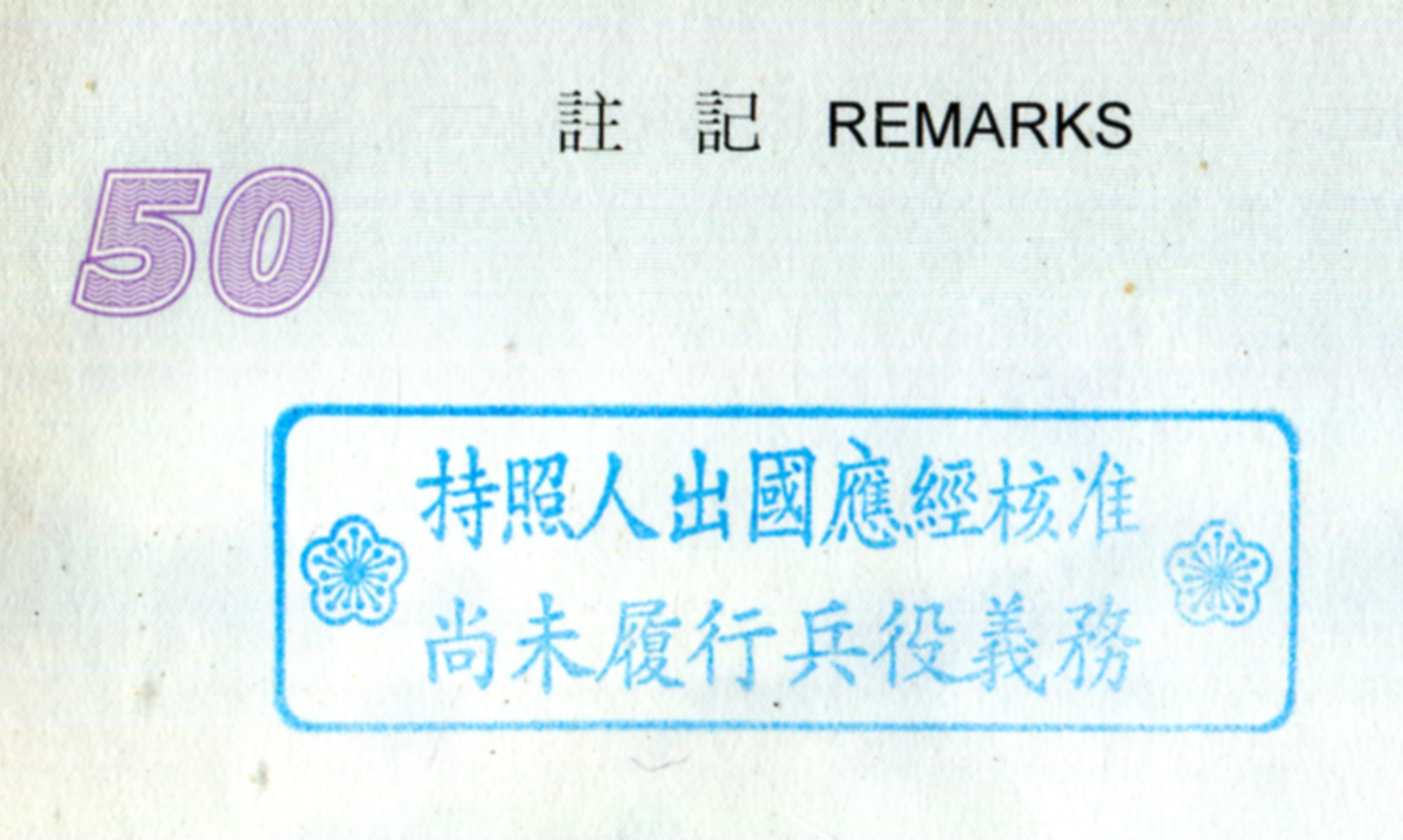
Observações incompletas do serviço militar na página de observações.

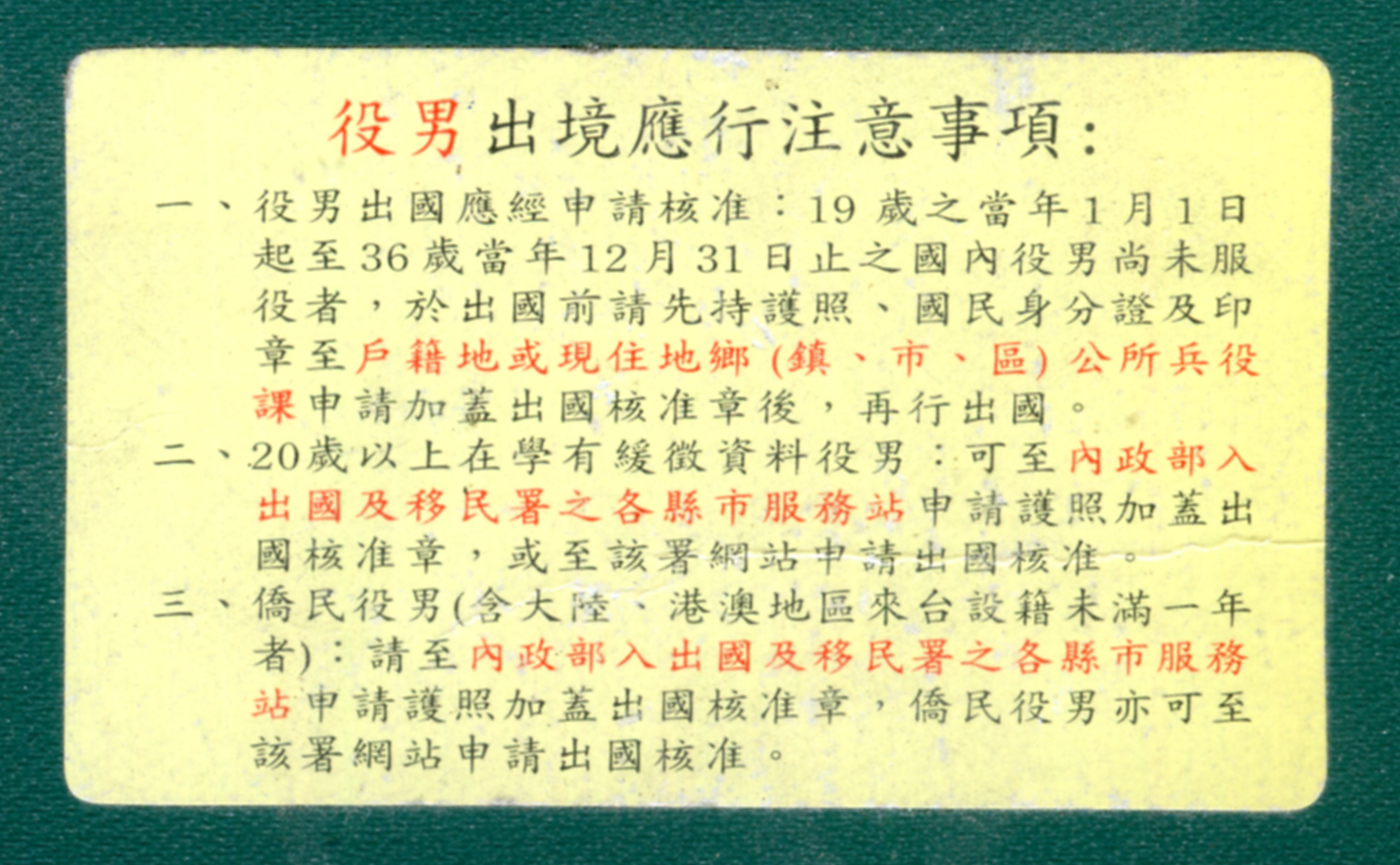
Aviso da partida para o homem em idade de recrutamento na contracapa.

Nacionais com registro doméstico na área de Taiwan podem solicitar passaportes ao Bureau of Affairs Consular (BOCA) em Taipei ou suas filiais em Kaohsiung, Hualien, Chiayi e Taichung com os seguintes documentos:
- Formulário de aplicação
- Bilhete de Identidade Nacional
- Duas fotos (3,5 × 4,5 cm)

Os candidatos são obrigados a enviar seus documentos pessoalmente para a sede do BOCA ou para uma filial do BOCA.
- Tempo de processamento: quatro dias úteis.
- Período de validade: A partir de 21 de maio de 2000, o período de validade de um passaporte comum é geralmente de 10 anos e 1 dia. Para candidatos com menos de 15 anos é de 5 anos. Para os cidadãos do sexo masculino que não completaram o seu dever de alistamento é de 3 anos.
- Taxa de inscrição: desde 1º de janeiro de 2013, a taxa de inscrição para um passaporte de 10 anos é de NT $ 1.300, para um passaporte com período de validade restrito é de NT $ 900.[16] Em comparação, o custo de fabricação de um passaporte é de NT $ 1.361, independentemente do período de validade.[17]

Devido ao serviço militar obrigatório para homens, as restrições de viagem são impostas aos cidadãos do sexo masculino a partir dos 15 anos de idade até que concluam o serviço militar. Quando um passaporte é emitido para esse cidadão, um carimbo com as seguintes palavras será mostrado na página de comentários e um adesivo que descreve o regulamento será anexado à contracapa do passaporte. Em chinês tradicional :
持照人 出國 應 經 核准 尙 未 履行 兵役 義務.
Tradução: "o portador precisa de permissão para viajar para o exterior e ainda não concluiu seu serviço militar".
Antes de viajar, o titular precisa solicitar permissão para viajar para o exterior com a Agência Nacional de Imigração ou a administração de alistamento próxima à sua residência. A permissão é concedida na forma de um selo na página de comentários, incluindo a data de vencimento e a autoridade emissora.

## Regulamentos de passaporte para nacionais sem registro doméstico

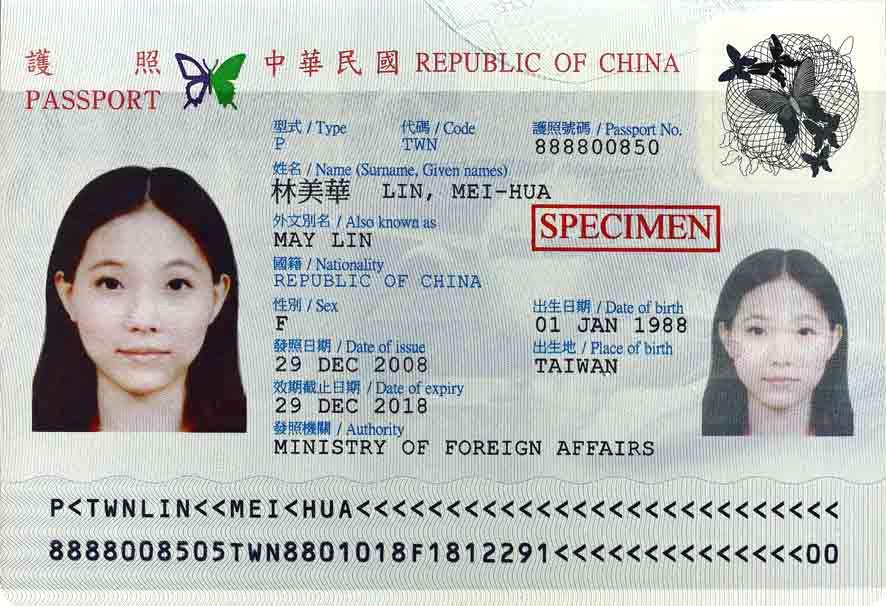
O passaporte RDC de um nacional sem registro de residência não possui um número de cartão de identificação listado em suas páginas de dados nos espaços vazios (1).

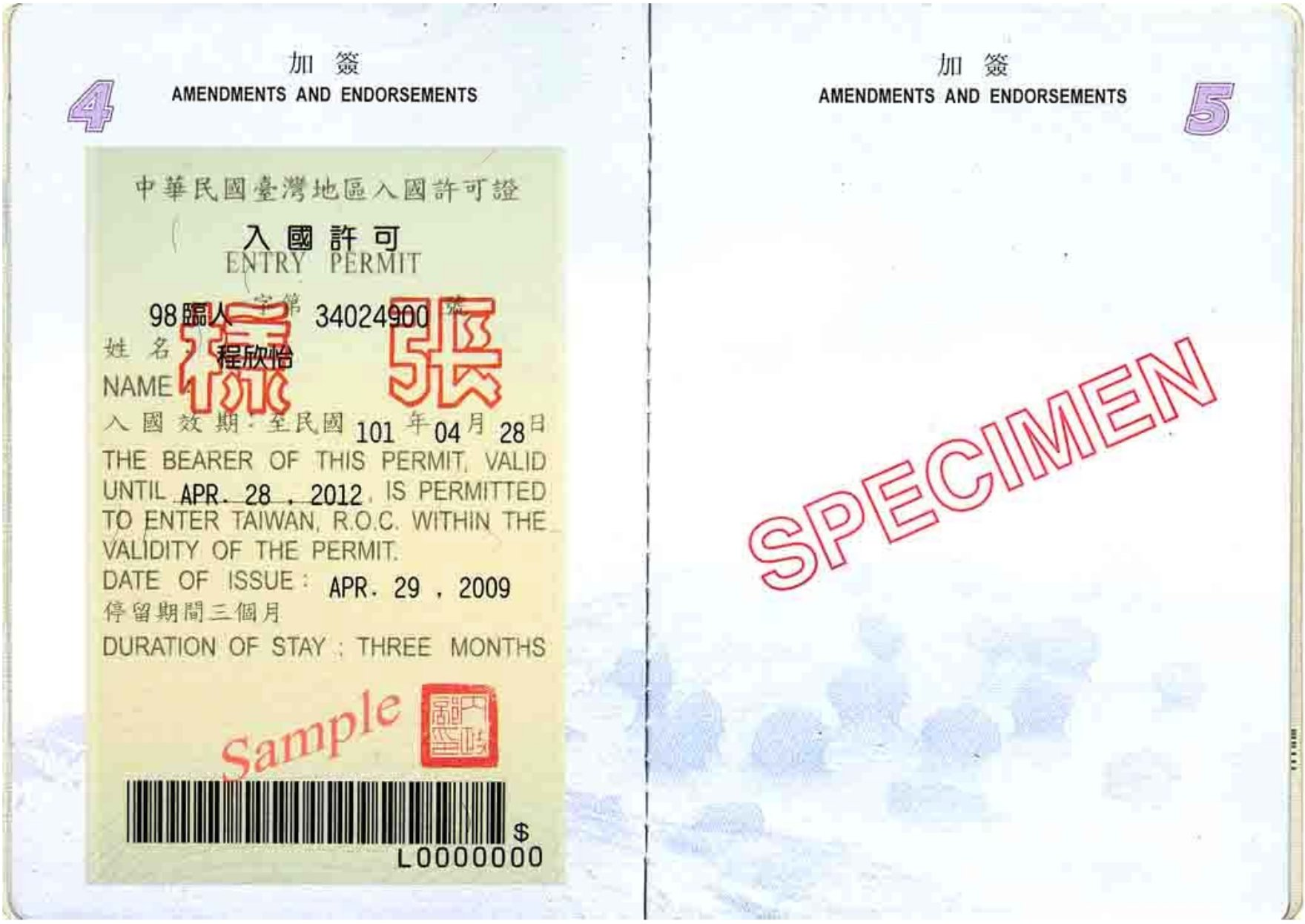
Licença de entrada para NWOHR, obrigatória para entrada em Taiwan

Cerca de 60.000 portadores de passaporte de Taiwan são NWOHRs, representando aproximadamente 0,5% do total de passaportes válidos. Os NWOHRs são cidadãos estrangeiros sem registro de domicílio em Taiwan e, portanto, não têm o direito de morar em Taiwan, Penghu, Kinmen, Matsu e outras ilhas periféricas.

### Inscrição
Cidadãos estrangeiros só podem solicitar passaporte de uma embaixada, consulado ou Escritório de Representação Econômica e Cultural de Taipei perto de seu país de residência com o documento a seguir.
- Formulário de solicitação
- Um certificado de nacionalidade da República da China (Taiwan)
- Duas fotos (3,5 × 4,5 cm)

A lei da nacionalidade da República da China adota o princípio jus sanguinis. A nacionalidade do requerente pode ser estabelecida através de laços ancestrais. 
- Application fee: For a 10-year passport is US$45, for a passport with restricted validity period is US$31.[16]

### Requisitos e limitações de viagem
Ao contrário dos residentes de Taiwan, os NWOHRs não têm direito automático de residência em Taiwan. Eles devem solicitar uma permissão de entrada para entrar em Taiwan antes da viagem se não estiverem isentos. O pedido deve ser apresentado à embaixada, consulado ou Escritório de Representação Econômica e Cultural de Taipei de seu país de residência. Depois que o pedido for aprovado, uma permissão semelhante ao visto será afixada na página de visto.
- Essa situação legal é semelhante à dos cidadãos britânicos estrangeiros, que não têm direito de residência automático no Reino Unido ou em qualquer outra dependência ou território britânico.
- Nos Estados Unidos, passaportes sem um número de identificação nacional (sem direito irrestrito de entrar e / ou residir em Taiwan ) não atendem à definição de passaporte de acordo com a INA 101 (a) (30). Portanto, os portadores desses passaportes são considerados apátridas para fins de emissão de vistos.[19]

Devido à falta de direito de residência, a página 50 dos passaportes da NWOHR mostra as seguintes palavras em tinta.  Em chinês tradicional:
本 護照 不 適用 部分 之 免 簽證 計劃. Tradução: "Este passaporte não é elegível para programas de isenção de visto em alguns países, de acordo com seus regulamentos."
Ao contrário dos passaportes dos residentes de Taiwan, os passaportes para NWOHRs contêm um carimbo especial que indica o status de não residente e isenta os titulares de alistamento.

### Elegibilidade para passaportes de Taiwan
A RDC foi fundada em 1912, governando a China continental. Os primeiros passaportes verificáveis da RDC foram emitidos pelo governo de Beiyang em Pequim em setembro de 1919, e um livreto de passaporte da RDC foi emitido pela primeira vez pelo ministro de Relações Exteriores de Beiyang, Wellington Koo Wei-chun, em abril de 1922. No final da Segunda Guerra Mundial, em 1945, a República da China recebeu jurisdição administrativa sobre Taiwan e manteve o controle desde então. No final da Guerra Civil Chinesa, em 1949, a RDC perdeu o controle da China Continental para o Partido Comunista Chinês, que estabeleceu a República Popular da China (RPC). A partir de então, a RDC conseguiu administrar apenas Taiwan e algumas ilhas ao longo da costa do continente. Mantendo a visão de que ainda é o governo legítimo de toda a China, a RDC não reconhece formalmente a legitimidade da RPC. Também definiu constitucionalmente todo o território sob seu controle como a " Área Livre " (ou a "Área de Taiwan") e o território fora da Área de Taiwan como a "Área do Continente". A constituição da RDC permite que o governo de Taiwan faça leis para uma área do país sem afetar a outra área.
No entanto, os residentes permanentes na área do Continente, Hong Kong ou Macau não são geralmente elegíveis para obter um passaporte RDC [Passport Act, Artigo 6]. Além disso, os candidatos chineses no exterior normalmente devem apresentar uma das seguintes formas de prova da nacionalidade da RDC [Regras de Execução da Lei de Passaportes, Artigo 4]:
- Um passaporte RDC;
- Um certificado de status chinês no exterior, emitido com base na prova da nacionalidade da RDC;
- Prova da nacionalidade da RDC para um dos pais ou ancestral, juntamente com a prova de descendência.

Como a primeira lei de nacionalidade da RDC, em vigor de 5 de fevereiro de 1929 a 9 de fevereiro de 2000, só permitia que os pais nacionais da RDC passassem a nacionalidade para os descendentes, qualquer pessoa nascida em ou antes de 9 de fevereiro de 1980 de uma mãe nacional da RDC e uma estrangeira pai não é cidadão da RDC, independentemente do local de nascimento.
Existem exceções em certos casos para emigrantes de primeira e segunda geração, mas, em geral, um solicitante não poderá obter um passaporte RDC, a menos que já possua a documentação de nacionalidade emitida pelo RDC para si ou para um ancestral.
Portanto, para uma pessoa obter um passaporte RDC, normalmente deve ser aplicado um dos seguintes:
- A pessoa obteve primeiro a prova da nacionalidade da RDC antes de 1949, quando o RDC controlava a Área do Continente; ou
- A pessoa obteve pela primeira vez um passaporte RDC ou um certificado de status no exterior chinês antes de 1 de julho de 1997 como residente em Hong Kong ou antes de 20 de dezembro de 1999 como residente em Macau; ou
- A pessoa obteve pela primeira vez um passaporte da RDC antes de 2002, como chinês nascido no exterior, com base na etnia chinesa, antes da revisão das Regras de Execução da Lei do Passaporte para evitar isso; ou
- A pessoa obteve um passaporte da RDC após emigrar para o exterior da Área do Continente [Regras de Execução da Lei de Passaportes, Artigo 18];[22] ou
- A pessoa obteve um passaporte RDC depois de emigrar para o exterior de Hong Kong ou Macau, embora não possuísse um passaporte estrangeiro que não fosse um passaporte BN (O) ("Nacional Britânico no Exterior/Ultramarino") [Regras de Execução da Lei do Passaporte, Artigo 19], ou depois de nascer no exterior para um dos pais que emigrou;ou
- A pessoa tem um ancestral em uma das categorias anteriores (ou seja, o ancestral realmente obteve o documento RDC, em vez de apenas ter o direito de fazê-lo), e a cadeia de descendência ocorre através da linha masculina até 9 de fevereiro de 1980 (depois do cadeia de descendência pode ser através da mãe ou do pai).

O interior é em caracteres tradicionais chineses e em inglês. Até meados da década de 1990, o passaporte também continha uma entrada para ascendência provincial (籍貫), declarando a província e o condado chinês da casa ancestral, mas esse campo foi eliminado. No entanto, a província ou condado de nascimento chinês ainda está listado na entrada do local de nascimento se o portador do passaporte nasceu na China continental ou em Taiwan.

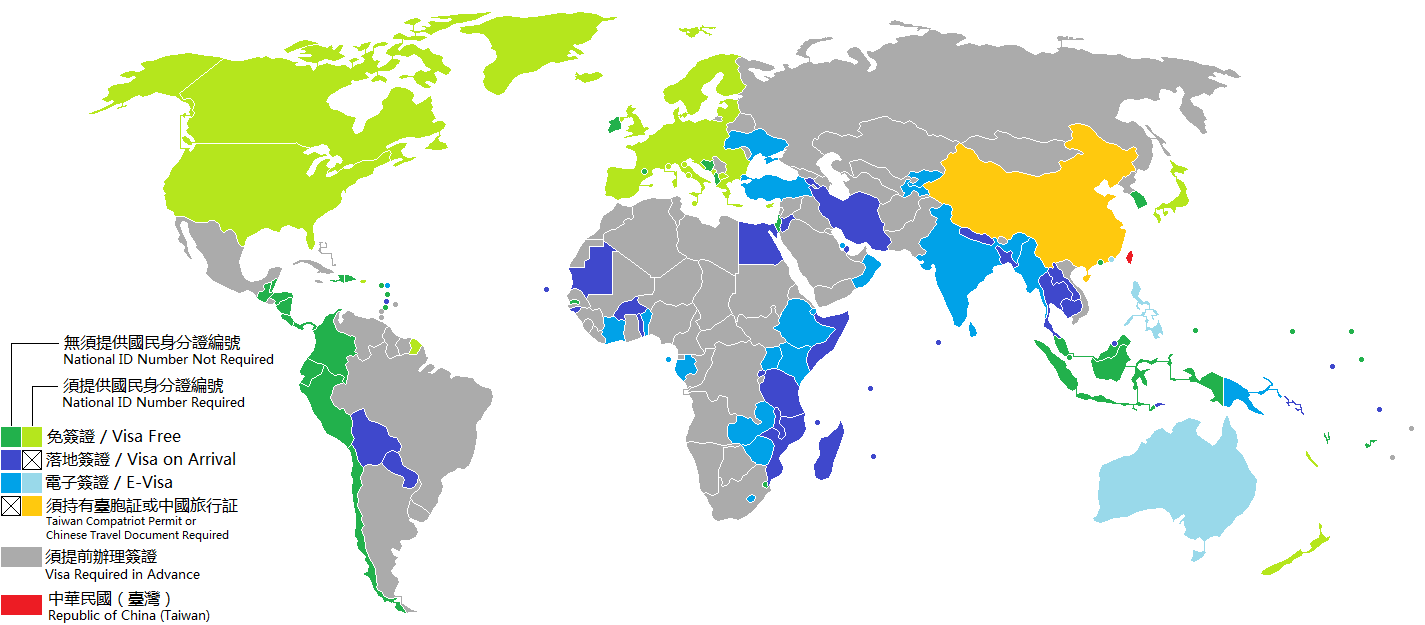
Mapa de requisitos de visto para cidadãos taiwaneses

Os requisitos de visto para portadores de passaporte de Taiwan são restrições administrativas de entrada pelas autoridades de outros estados colocadas em nacionais de Taiwan. A partir de 7 de janeiro de 2020, os titulares de passaportes comuns de Taiwan (para cidadãos da RDC com registro de domicílio na área de Taiwan que, portanto, possuem o direito de residência em Taiwan e também o direito de obter um Bilhete de Identidade Nacional) tinham acesso sem visto ou visto à chegada ao 146 países e territórios, classificando o passaporte 32 de Taiwan no mundo em termos de liberdade de viagem (vinculado aos passaportes Maurício e São Vicente e Granadinas), de acordo com o Henley Passport Index de 2020.  Além disso, o Passport Index da Arton Capital classificou o passaporte comum de Taiwan como o 30º no mundo em termos de liberdade de viagem, com uma pontuação sem visto de 135 (empatada com passaportes panamenhos) em 12 de janeiro de 2020.
Os requisitos de visto para cidadãos da RDC sem registro de domicílio (NWOHR), ou seja, cidadãos de Taiwan que não possuem direito de residência em Taiwan e, portanto, não são elegíveis para um Cartão de Identidade Nacional, são diferentes. Ao contrário dos nacionais da RDC com registro de residência em Taiwan, os NWOHRs não podem solicitar a Autoridade Eletrônica de Viagem da Austrália (ETA) e, em vez disso, devem solicitar um visto da subclasse 600 para visitar a Austrália. As NWOHRs também exigem vistos para visitar o Canadá, Japão, Nova Zelândia, o Espaço Schengen (incluindo futuros estados membros Romênia, Bulgária, Croácia e Chipre), o Reino Unido e os Estados Unidos (onde as NWOHRs são consideradas apátridas e seus vistos são emitidos em separado). formulário).

### Limitações de uso
Embora a República da China mantenha relações oficiais com apenas 17 países, o passaporte RDC ainda é aceito como um documento de viagem válido na maioria dos países do mundo. Embora os taiwaneses tenham status de isenção de visto em 148 países, alguns países, de acordo com suas posições no status político de Taiwan, se recusam a visitar ou carimbar os passaportes da RDC e, em vez disso, emitem vistos em um documento de viagem separado ou em um pedaço de papel separado para os viajantes de Taiwan evitarem transmitir qualquer tipo de reconhecimento à RDC ou a Taiwan como uma entidade distinta da RPC. A tabela abaixo lista apenas os países ou territórios que afirmam explicitamente que os passaportes da RDC não são aceitos, além de exigir um visto ou permissão de entrada para os nacionais da RDC antes da chegada.
| País      | Restrições |
| --------- | --- |
| China     | Os passaportes da RDC não são reconhecidos ou aceitos. Os nacionais da RDC com direito de residência em Taiwan devem solicitar uma Autorização de Viagem para Residentes do Continente em Taiwan (um documento de viagem do tamanho de um cartão de crédito). Para aqueles sem direito de residência em Taiwan, é necessário um documento de viagem chinês semelhante ao passaporte.   |
| Geórgia   | Os passaportes da RDC não são reconhecidos nem aceitos para entrada e trânsito. |
| Hong Kong | Os nacionais da RDC com direito de residência em Taiwan devem usar sua Permissão de Viagem do Continente para Residentes de Taiwan ou concluir um Registro de Pré-chegada para Residentes de Taiwan on-line. Para aqueles sem direito de residência em Taiwan, é necessário um documento de viagem chinês com uma permissão de entrada na Região Administrativa Especial de Hong Kong. |
| Jamaica   | Os passaportes da RDC não são reconhecidos. Deve possuir uma Declaração Jurídica de Identidade emitida pela Jamaica. |

## Controvérsias

### Adesivo "República de Taiwan"
Em 2015, um ativista pró-independência, Denis Chen, projetou o Adesivo para Passaporte de Taiwan para ser colocado na capa dos passaportes da RDC. Os adesivos renomeiam o nome do país como "臺灣 國" (literalmente, "Estado de Taiwan") e "República de Taiwan", além de substituir o emblema nacional existente de um céu azul por um sol branco com desenhos animados da montanha Jade, do urso negro de Formosa, ou do ativista pró-democracia Cheng Nan-jung.
Embora aplaudido por apoiadores pró-independência, esse movimento causou controvérsias nos países e regiões vizinhos de Taiwan, bem como nos Estados Unidos, uma vez que a alteração das coberturas de passaportes pode ser uma violação das leis de imigração em outros países ou regiões e, eventualmente, causar a recusa de entrada aos titulares desses passaportes.
Singapura foi o primeiro país da Ásia a negar a entrada de portadores de passaportes alterados em 29 de novembro de 2015 e deportou três cidadãos da RDC por "alterar seus documentos de viagem". Entre os três, dois removeram imediatamente os adesivos da República de Taiwan após as investigações dos oficiais da Autoridade de Imigração e Pontos de Verificação (ICA), mas acabaram sendo deportados por Singapura para Taiwan. Outra pessoa se recusou a remover esses adesivos e, em vez disso, solicitou representantes diplomáticos de Taiwan para proteção consular, mas também foi deportada no final pela ACI. As duas Regiões Administrativas Especiais da China, Hong Kong e Macau, logo seguiram o exemplo e se recusaram a aceitar os portadores desses passaportes para entrada. Um porta-voz do Departamento de Imigração de Hong Kong disse que qualquer pessoa que "alterou o documento de viagem sem autoridade legal ou que possua ou utilize documento de viagem alterado" é uma violação da Portaria de Imigração e pode ser condenada a até 14 anos de prisão.
O Instituto Americano de Taiwan (AIT) notificou o MOFA por meio de canais diplomáticos e confirmou que os titulares de tais passaportes alterados podem ser extensivamente questionados pelos oficiais da Alfândega e Proteção de Fronteiras (CBP) dos EUA e ser removidos dos Estados Unidos, e em março de 2016, dois viajantes de Taiwan removeram voluntariamente os adesivos da República de Taiwan por causa do extenso interrogatório dos oficiais do CBP. Os dois viajantes foram finalmente admitidos nos EUA, enquanto um porta-voz do CBP alertou que alterações nos documentos de viagem feitas por qualquer pessoa que não seja autorizada pelo governo de um país podem invalidá-lo e resultará na recusa do detentor de admissão nos EUA, e colocar adesivos da República de Taiwan nos passaportes é considerado como tendo alterado os documentos de viagem. Incidente semelhante também ocorreu no Japão quando um portador de passaporte alterado foi levado para inspeção secundária. Depois de ser informado de que seria deportado, o homem finalmente removeu os adesivos da República de Taiwan e os colocou em sua camiseta e foi autorizado a entrar no Japão.
Os defensores dos adesivos alegaram que passaportes com adesivos da República de Taiwan foram aceitos nos Emirados Árabes Unidos e no Japão. No último caso, a pessoa que colocou o adesivo da República de Taiwan alegou que estava tentando bloquear a palavra "China" do seu passaporte. Os titulares desses passaportes também tiveram permissão de entrar nas Filipinas, embora um porta-voz do Bureau of Immigration (BI) tenha alegado que o passageiro seria normalmente minuciosamente inspecionado e chamado o incidente de "um assunto sério", além de ter dito que o governo iniciaria uma investigação.
Segundo o BOCA, um total de 21 pessoas teve a entrada negada por Singapura, Macau e Hong Kong desde o final de 2015. Além disso, foram relatados incidentes no Japão e nos EUA sobre o uso de adesivos da República de Taiwan. O MOFA instou os viajantes a não alterar a capa de seus documentos de viagem, para que não tivessem sua entrada negada.

### Incidente de imagem do aeroporto de Dulles
A página 5 do passaporte biométrico de segunda geração reprojetado, originalmente programado para ser lançado em 25 de dezembro de 2017, apresentaria uma imagem do terminal icônico 1 do Aeroporto Internacional de Taiwan Taoyuan, um projeto do arquiteto americano-chinês Tung-Yen Lin concluído em 1979. No mesmo dia, no entanto, internautas no Facebook notaram que uma foto do prédio do terminal do Aeroporto Internacional Washington Dulles foi usada na página 5. O terminal de Dulles, que foi concluído em 1962 e projetado pelo renomado arquiteto Eero Saarinen, inspirou muito o design do terminal 1 de Lin; portanto, os dois edifícios têm um alto grau de similaridade.
O MOFA inicialmente descartou os relatórios na manhã de 26 de dezembro, quando um porta-voz do ministério afirmou que a foto foi tirada no aeroporto de Taoyuan. Quase 12 horas se passaram antes que o MOFA reconhecesse o erro e declarasse que mais de 220.000 novos passaportes foram impressos e entregues pela Central de Gravura e Impressão (CEPP) e 285 deles já haviam sido entregues aos solicitantes na época o erro foi descoberto. A chefe do BOCA, Agnes Chen, assumiu a responsabilidade e renunciou no dia 27 de dezembro, quando a implantação do novo passaporte foi interrompida e os candidatos receberam passaportes biométricos de primeira geração. Mais tarde, foi relatado que 330.000 livretos em branco não entregues já haviam sido impressos pelo CEPP, elevando o número total de livretos afetados para mais de 550.000 e destruí-los custaria NT$ 220 milhões ao governo. Para reduzir os custos, o MOFA decidiu imprimir novos adesivos com a construção correta, que cobriria a página 5 e a transformaria em uma página de avisos de viagem a partir de uma página em branco de alteração / endosso, uma medida que atrasará 16 milhões de NT$ muito mais baixos. Em janeiro de 2018, o CEPP também concordou em cobrir o custo de fabricação de NT$ 9,9 milhões dos NT$ de 330.000 livretos não entregues.
O passaporte biométrico de segunda geração com adesivos na página 5 foi lançado oficialmente em 5 de fevereiro de 2018, mais de um mês atrás do cronograma original, aplacando a controvérsia. O MOFA confirmou que havia notificado as autoridades de imigração de países estrangeiros para que os titulares de passaportes com o adesivo não encontrassem dificuldades ao viajar. Dois meses depois, em abril de 2018, o Control Yuan divulgou um relatório sobre o incidente, no qual atribuiu a maior parte da culpa ao grupo de design de passaportes BOCA e ao descuido dos membros do grupo ao pesquisar imagens para o terminal. O relatório também destacou a falta de comunicação entre o BOCA e o CEPP, que não exerceu a devida diligência em questões de direitos autorais e não verificou independentemente a correção da imagem devido ao status do BOCA como cliente de longa data. O relatório também condenou veementemente a demissão inicial do MOFA do incidente.
Em 4 de maio de 2018, o BOCA anunciou que havia estimado que o estoque inicial dos 550.000 livretos com o adesivo estaria esgotado em meados de maio, e a nova versão sem o adesivo na página 5 seria então emitida. A versão sem etiqueta continuaria apresentando a página 5, que agora possui o edifício correto do terminal, como uma página de avisos de viagem em vez de uma página de alteração / endosso.

## Galeria de passaportes

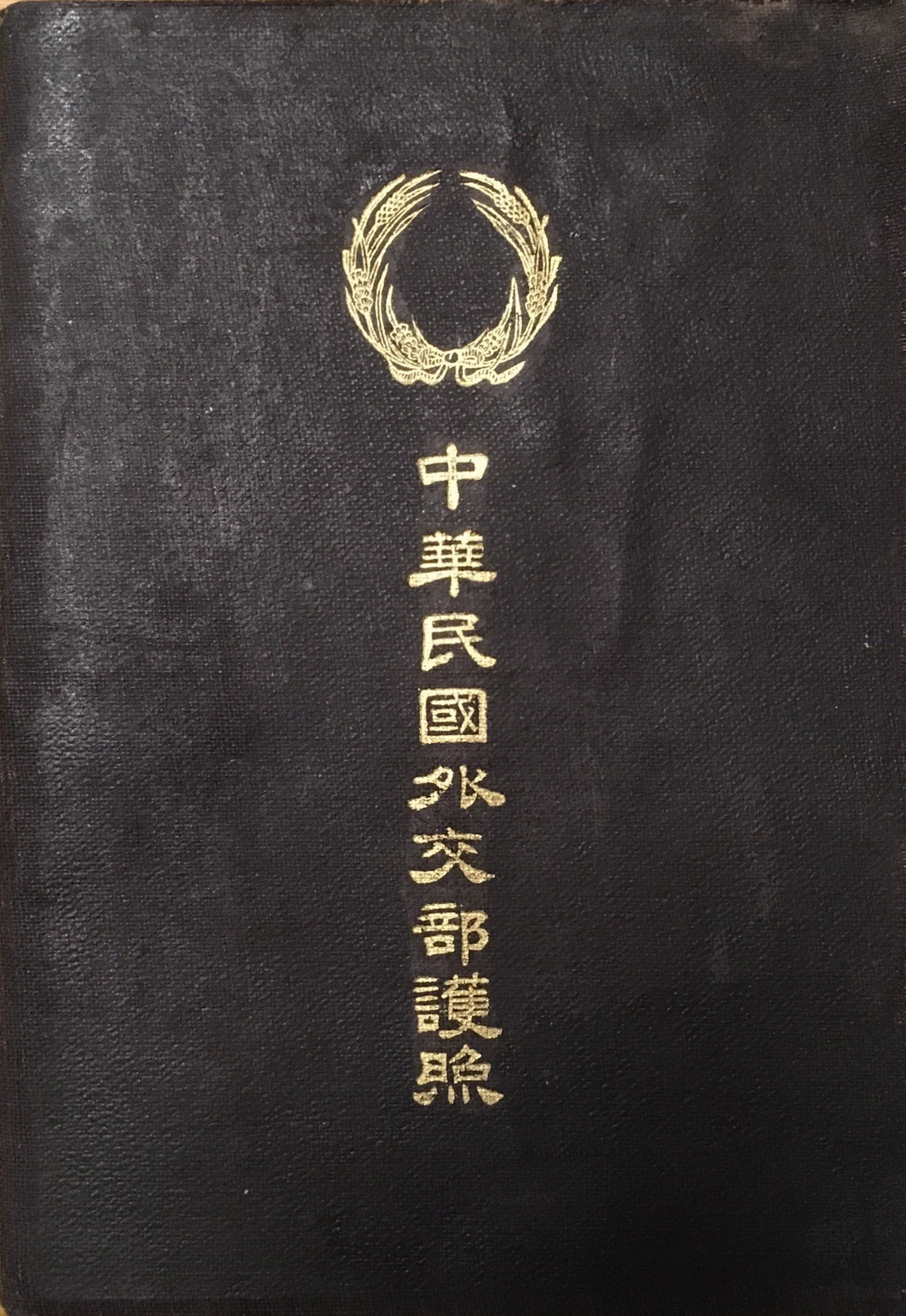
Um livreto de passaporte da República da China emitido durante a era de Beiyang na década de 1920.
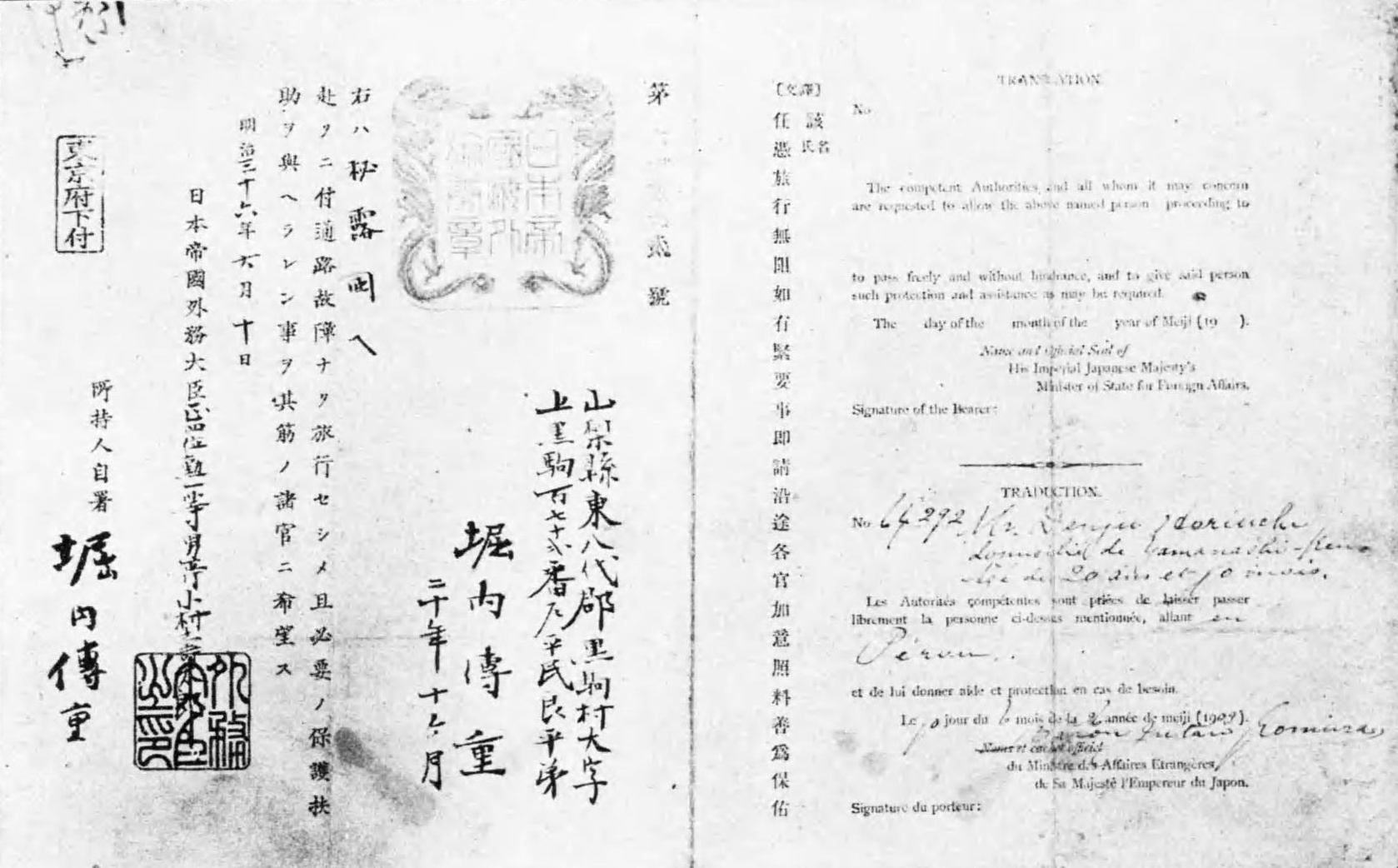
Projeto de passaporte japonês em 1903, quando usado em Taiwan.
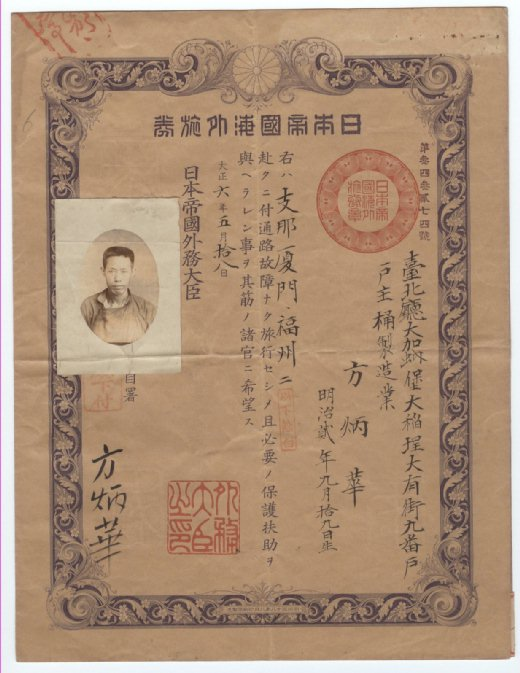
Passaporte ultramarino japonês imperial emitido em Taiwan em 1917.
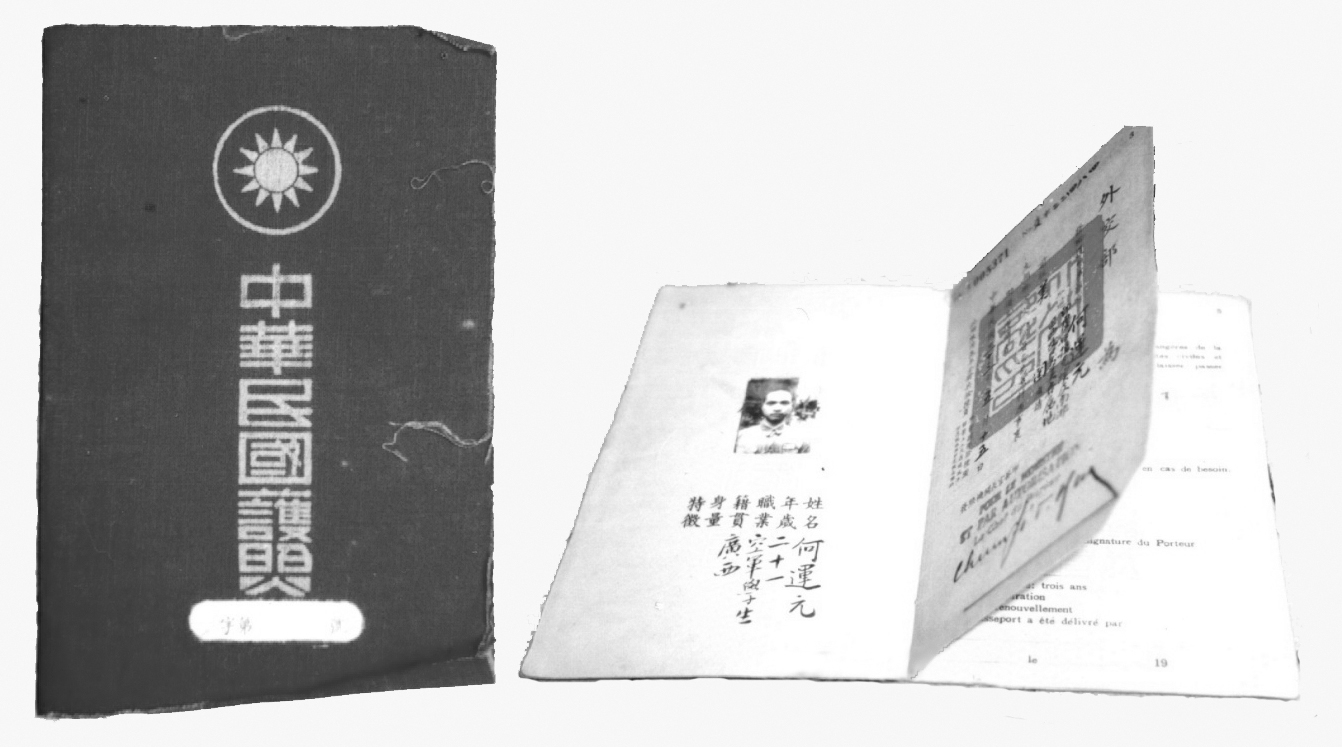
Um passaporte da República da China emitido em 1946.
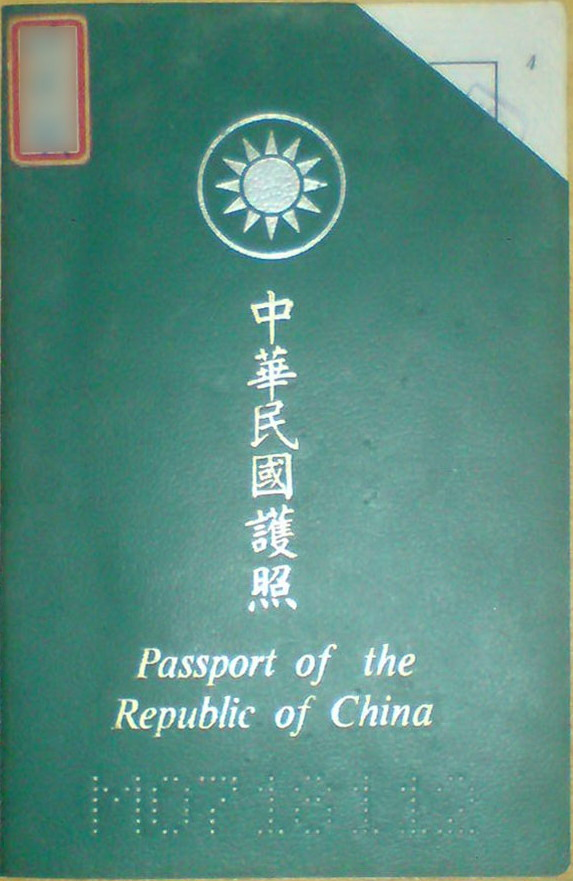
Um passaporte da República da China emitido em 1982.
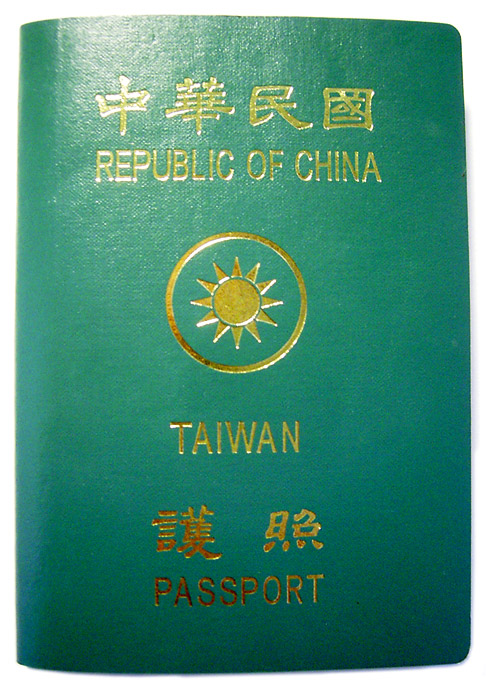
Um passaporte não biométrico da República da China, legível por máquina, emitido em 2006.